# Trichosanthes baviensis
Trichosanthes baviensis là một loài thực vật có hoa trong họ Cucurbitaceae. Loài này được Gagnep. miêu tả khoa học đầu tiên năm 1918.